# Spoorlijn Mariënberg - Almelo

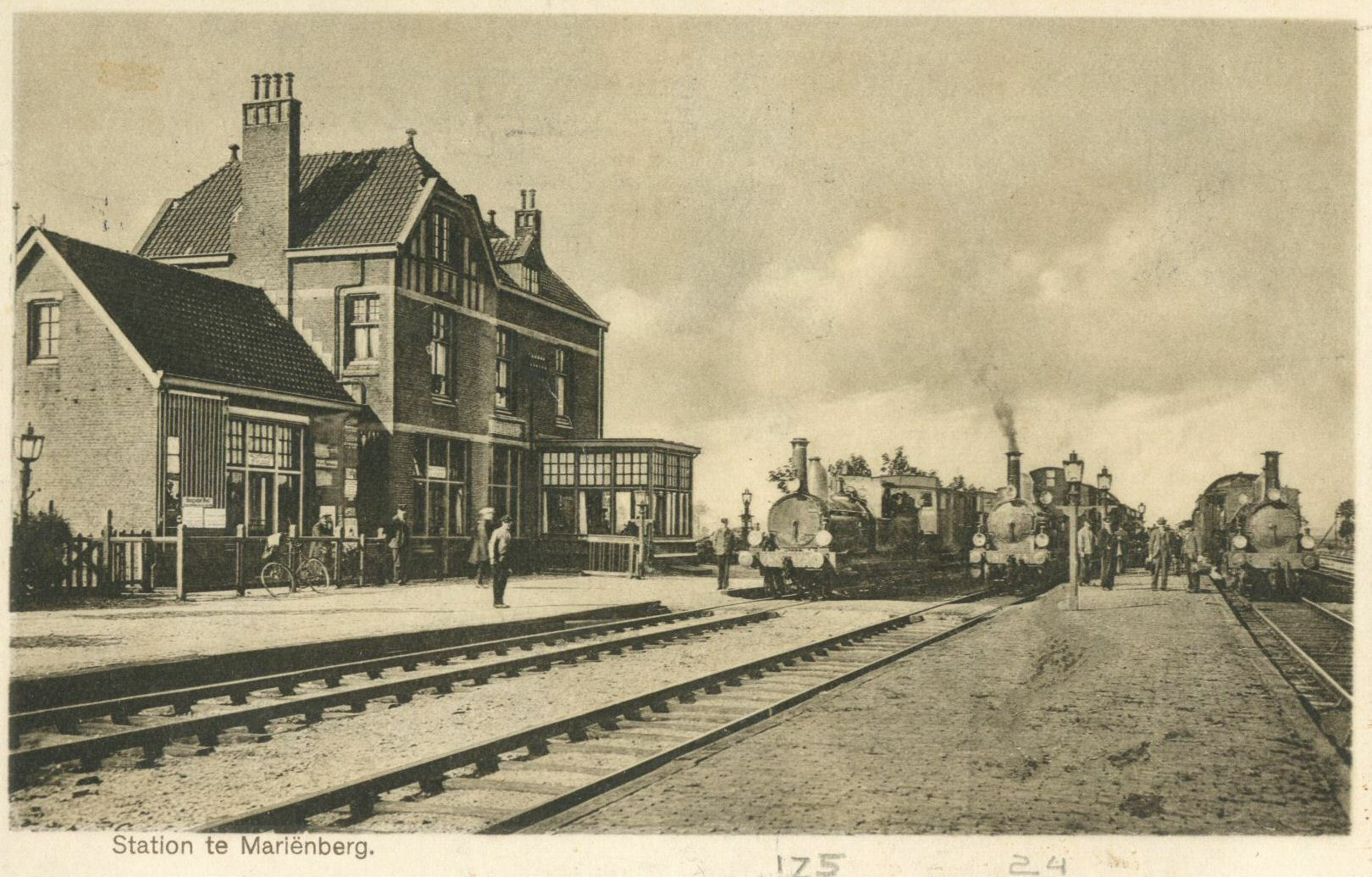
Gezicht op het station Mariënberg, met enkele lokaaltreinen langs de perrons; tussen 1920 en 1935.

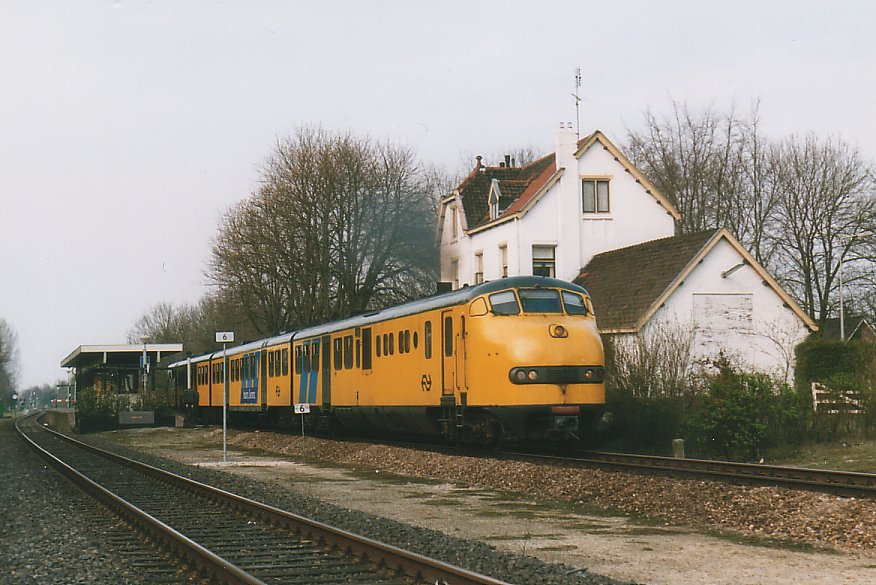
NS Plan U in het station Vroomshoop; 3 maart 1998.

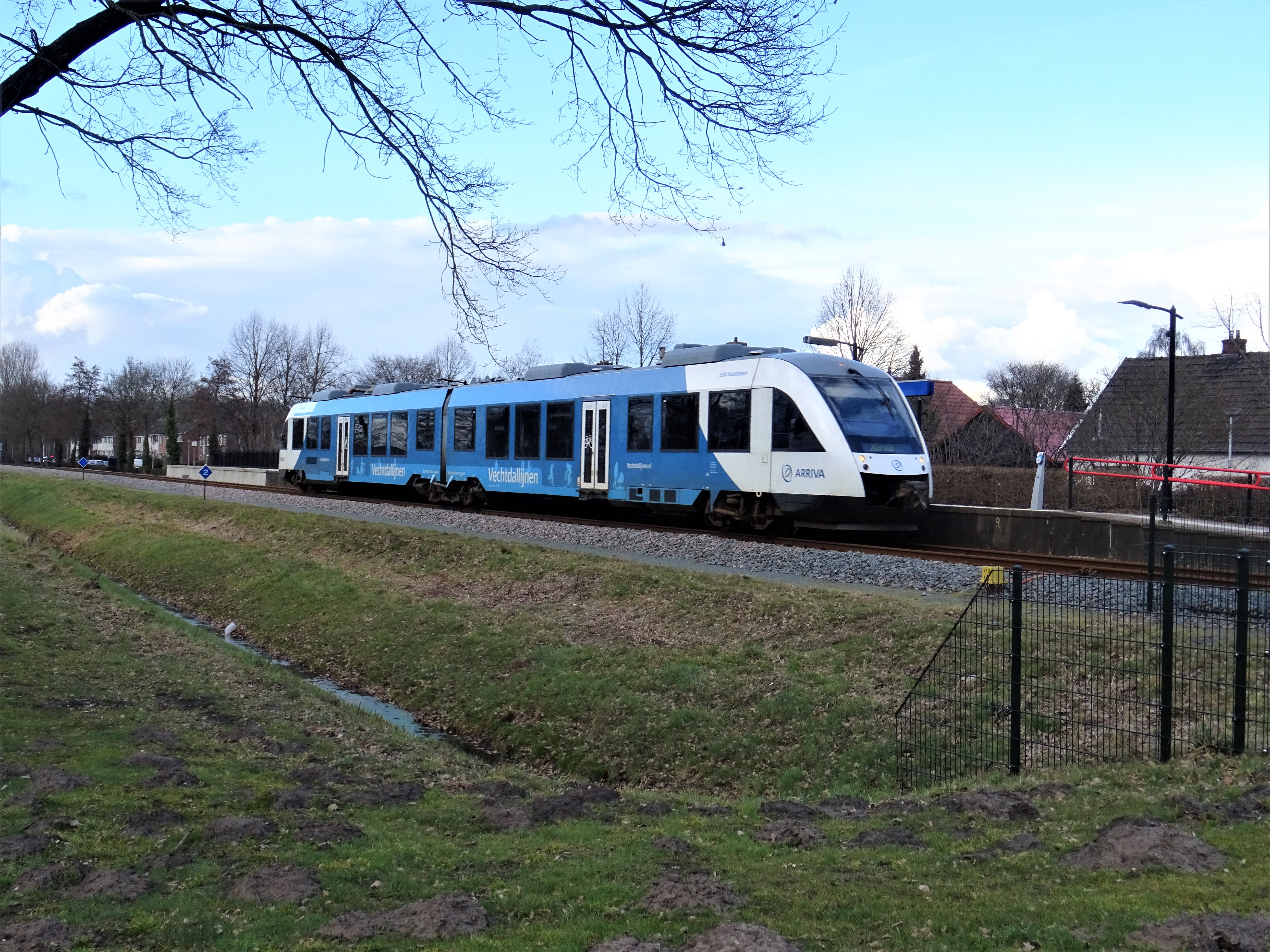
Station Daarlerveen met een net gearriveerde Trein van het type LINT; 12 maart 2018.

De spoorlijn Mariënberg – Almelo, die sinds 2012 deel uitmaakt van de Vechtdallijnen, is een in 1906 geopende spoorlijn die Mariënberg met Almelo verbindt. Het traject is enkelsporig, in Vroomshoop is een kruisingsmogelijkheid.
De treindienst over de lijn is in 1997 gedecentraliseerd, en wordt sindsdien beheerd door de provincies Overijssel en Drenthe en de regio Twente. Exploitant is, na een aanbesteding in 2012, de onderneming voor personenvervoer Arriva. Deze heeft de lijn, samen met de spoorlijn Zwolle – Emmen uit marketing overwegingen omgedoopt tot 'Vechtdallijnen'.
Naast voor reizigersvervoer wordt de lijn gebruikt door goederentreinen naar Coevorden, waar zich een overslagstation bevindt.

## Geschiedenis
De spoorlijn is, als zijtak van de spoorlijn Zwolle - Stadskanaal, aangelegd door de Noordoosterlocaalspoorweg-Maatschappij (NOLS). De spoorlijn was aan het begin van de twintigste eeuw de verbindende schakel voor het goederenvervoer per spoor tussen Twente en de haven van Delfzijl. Al voor de Tweede Wereldoorlog werden delen van het spoorwegnetwerk van de NOLS gesloten en verloor de spoorlijn Mariënberg – Almelo een belangrijk deel van deze functie. Voor het personenvervoer heeft de lijn zelden meer dan een marginale betekenis gehad. Belangrijker was tot 1996 het vervoer van aardolie van Schoonebeek naar Pernis.
In 1996 werd de treinverbinding, net als 29 andere regionale spoorlijnen, door de NS aangewezen als onrendabel. De spoorlijn Mariënberg – Almelo zou vanaf 24 mei 1998 worden opgeheven en vervangen worden door een busdienst. De 28 andere spoorlijnen werden omgezet in contractsectortreindiensten. Dit hield in dat de NS subsidie kreeg van de overheid om deze treindiensten te blijven rijden. Reizigersvereniging ROVER, treinreizigers verenigd in actiegroep AlMa en de Regio Twente protesteerden met succes en er werd besloten om het personenvervoer op deze spoorlijn als eerste in Nederland openbaar aan te besteden
De provincie Overijssel en de Regio Twente organiseerden 1997 de aanbesteding voor de treindienst. Midnet, Oostnet en Lovers Rail schreven in. Eind 1997 werd bekend dat Oostnet de lijn voor de laagste prijs kon exploiteren. Het bedrijf zette treinstellen Plan X in. Het was een van de laatste lijnen waar deze treinstellen in reguliere reizigersdienst reden.
In 1999 ging Oostnet op in Connexxion. Toen in 2002 de Plan X-treinstellen buiten dienst gingen, huurde Connexxion van NS twee motorrijtuigen type DH1. Daar de bijnaam Wadloper van deze treinen niet bij deze lijn paste, werden ze omgedoopt in "Veenexxpres". Overdag werd op de lijn een uurdienst gereden, in de spits reden extra treinen, waarvoor gebruik werd gemaakt van een LINT-treinstel van Syntus.
Vanaf 29 mei 2007 ging de nieuwe concessie voor deze lijn in. Tegelijkertijd ging de frequentie omhoog.
Op 8 december 2013 werd het reizigersvervoer overgenomen door Arriva. Arriva maakt voor deze treindienst gebruik van twee (en later drie) gereviseerde LINT-treinstellen.

## Stations en gebouwen
Overzicht van stations langs de lijn (cursief: voormalig station):
| Station     | Geopend | Huidig gebouw                                             |
| ----------- | ------- | --------------------------------------------------------- |
| Mariënberg  | 1905    | 1905, NOLS, 1e gebouw, NOLS type 2e klasse                |
| Geerdijk    | 1906    | geen, station gesloten in 2016                            |
| Vroomshoop  | 1906    | 1906, NOLS, 1e gebouw, NOLS type 3e klasse                |
| Daarlerveen | 1906    | geen                                                      |
| Westerhoeve | 1945    | geen, station gesloten in 1945                            |
| Vriezenveen | 1906    | geen, NOLS type 2e klasse in 1984 gesloopt                |
| Aadorp      | 1920    | geen, station gesloten in 1938                            |
| Almelo      | 1865    | 1962, NS, 3e gebouw, uniek ontwerp van Koen van der Gaast |

De stations Almelo en Mariënberg waren al eerder geopend bij de opening van andere spoorlijnen.

## Treindienst
In de dienstregeling 2025 rijdt de volgende treinserie op de lijn.
| Serie       | Treinsoort         | Route                            | Bijzonderheden                                                                         |
| ----------- | ------------------ | -------------------------------- | -------------------------------------------------------------------------------------- |
| 31000 RS 21 | Stoptrein (Arriva) | Almelo – Mariënberg – Hardenberg | Onderdeel van Blauwnet. 1x per uur, 2x per uur in de brede spits en op zaterdagmiddag. |

De concessie is in handen van Arriva en valt onder de concessie Vechtdallijnen. Er wordt gebruikgemaakt van drie LINT-treinstellen.
Op de lijn wordt in de basis 1 keer per uur gereden, op doordeweekse dagen rijden er extra treinen in de brede spits (6:00 - 9:00 en 13:00 - 20:00), en op zaterdag rijden er extra treinen in de middag. Op deze momenten is er dan halfuurdienst. De laatste trein vanuit Almelo rijdt 's avonds laat niet verder dan Mariënberg.
Arriva laat op de verbinding Zwolle – Emmen ook de sneltreinen stoppen te Mariënberg, ter behoeve van de overstap op de route Almelo – Hardenberg – Emmen.

## Recente ontwikkelingen

### Verlenging treindienst tot Hardenberg
In opdracht van Provinciale Staten van Overijssel werd in de periode mei-juli van 2016 de lijn vernieuwd en versneld om de treindienst Almelo – Mariënberg door te kunnen laten rijden naar Hardenberg, dat zo'n 8 km verderop ligt aan de spoorlijn van Zwolle naar Emmen. Hierdoor werd het aantrekkelijker om vanuit Hardenberg naar Twente te reizen en verwachtte men groei in de reizigersaantallen. Dit project is het resultaat van een plan uit 2001 dat eind 2006 de finale bereikte van de ProRail Prijsvraag voor regionale spoorlijnen.
In de gekozen uitwerking werd voor ruim 20 miljoen euro in de infrastructuur geïnvesteerd, waarna de baanvaksnelheid kon worden verhoogd van 80 naar 120 km/u. Om voldoende tijd te kunnen winnen moest ook de weinig gebruikte halte Geerdijk gesloten worden.

### Mogelijke elektrificatie
Begin 2022 werden er in Overijssel en Gelderland testritten gehouden met een batterijtrein die de dieseltreinen zou kunnen vervangen. In september 2022 werd besloten dit treintype aan te schaffen. Vervolgens bleken de kosten hiervan hoger te zijn dan elektrificeren van enkele spoorlijnen. In juni 2023 maakte de provincie Overijssel bekend toch tot elektrificatie over te willen gaan.
De verkenning voor het elektrificeren van de spoorlijn Mariënberg – Almelo en hiermee het vervangen van de dieseltreinen is in het najaar van 2023 afgerond. De provincie Overijssel heeft na de verkenning aan ProRail opdracht gegeven om te onderzoeken welke aanpassingen en werkzaamheden voor de elektrificatie nodig zijn.
In april 2024 maakte de regering in Den Haag bekend alsnog 98 miljoen euro vrij te maken. In 2027 worden de spoorlijnen Mariënberg – Almelo, Zutphen – Hengelo en Enschede – Gronau geëlektrificeerd, waarna er in 2028 elektrische treinen gaan rijden.

## Foto's

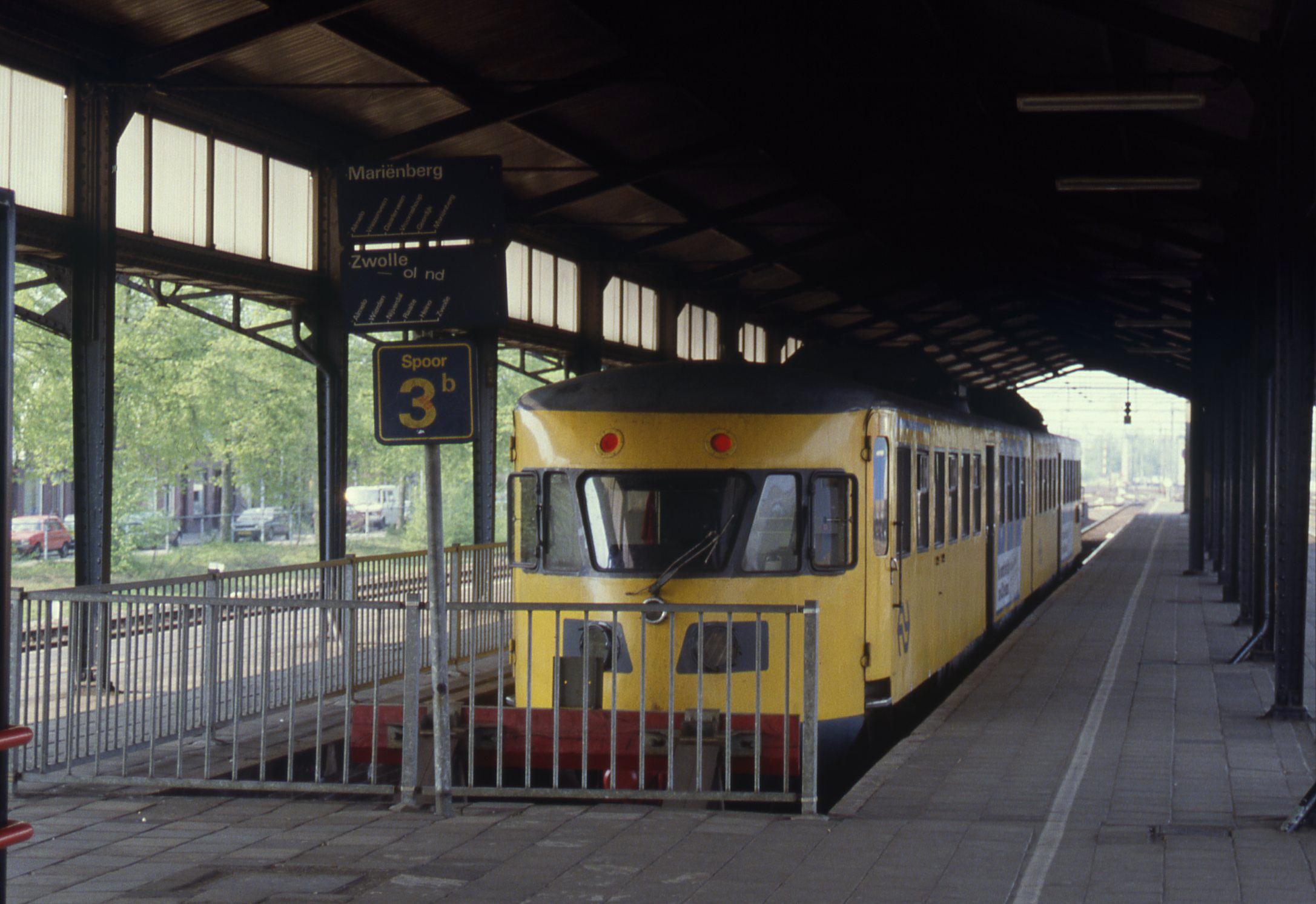
Treinstel Plan X op het kopspoor te Almelo waar de trein naar Mariënberg zijn vertrekpunt heeft; april 1991.
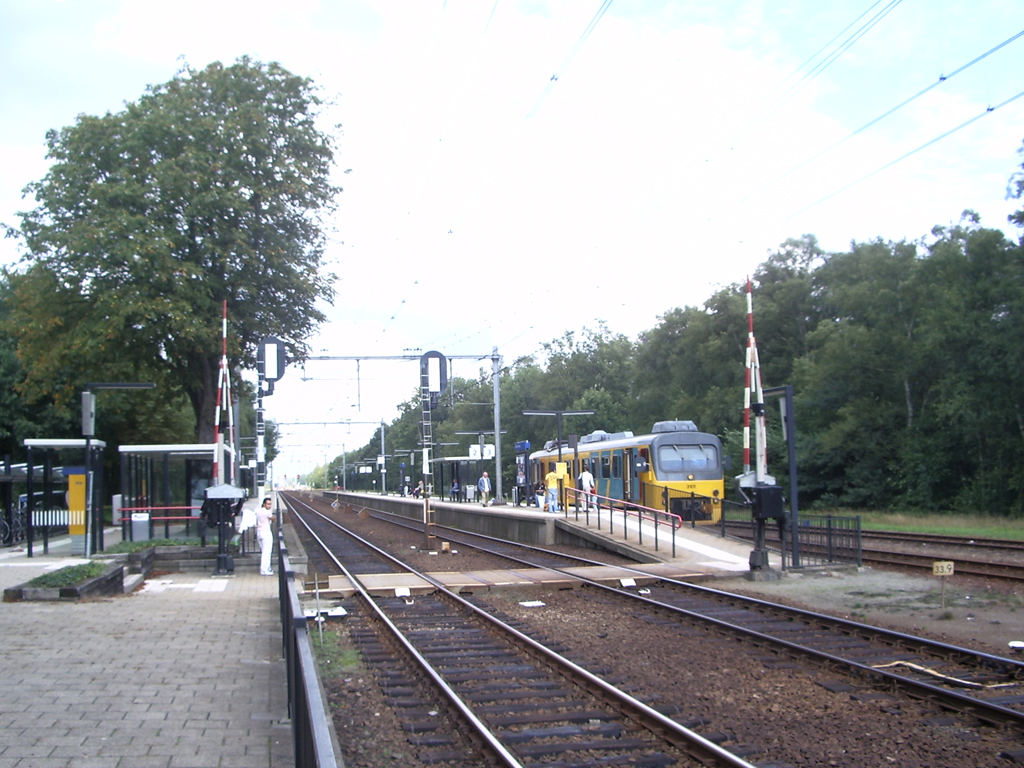
Station Mariënberg, toen nog met de Veenexxpres richting Almelo.
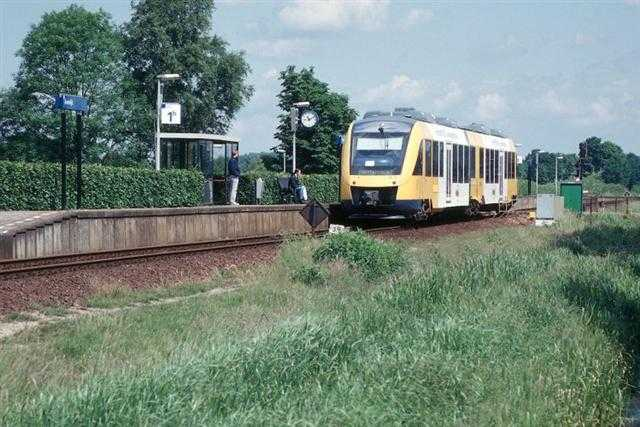
Station Geerdijk, gesloten op 30 april 2016.
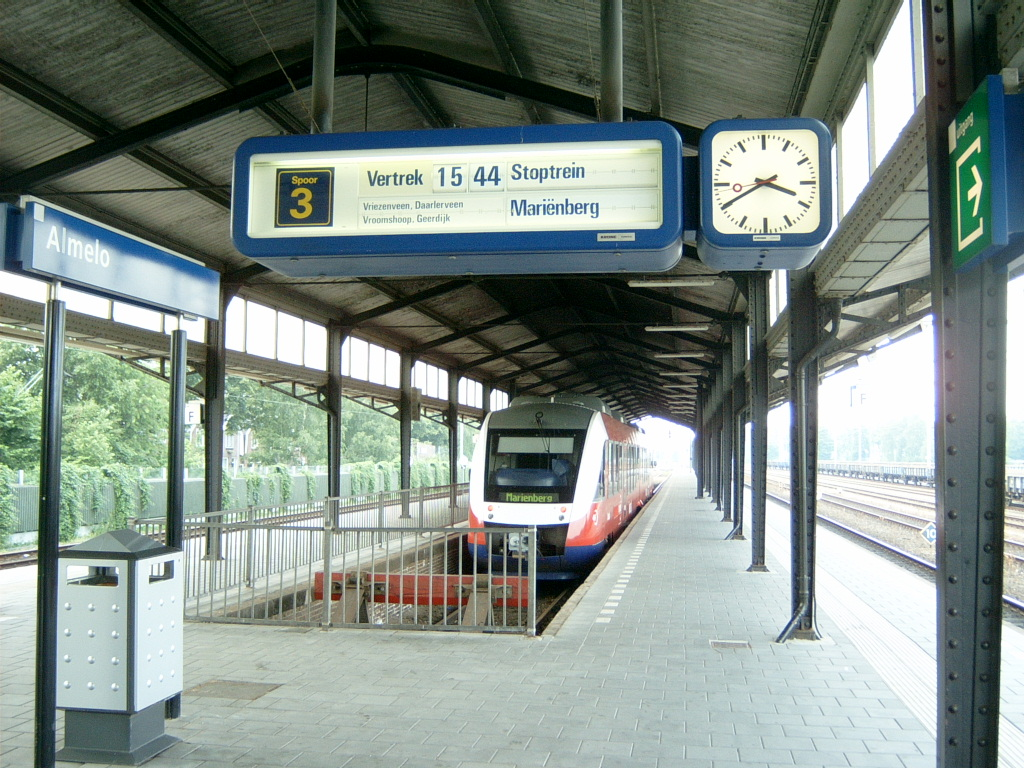
Zakspoor in Almelo, eindpunt voor de treinen uit Mariënberg; 24 juni 2007.
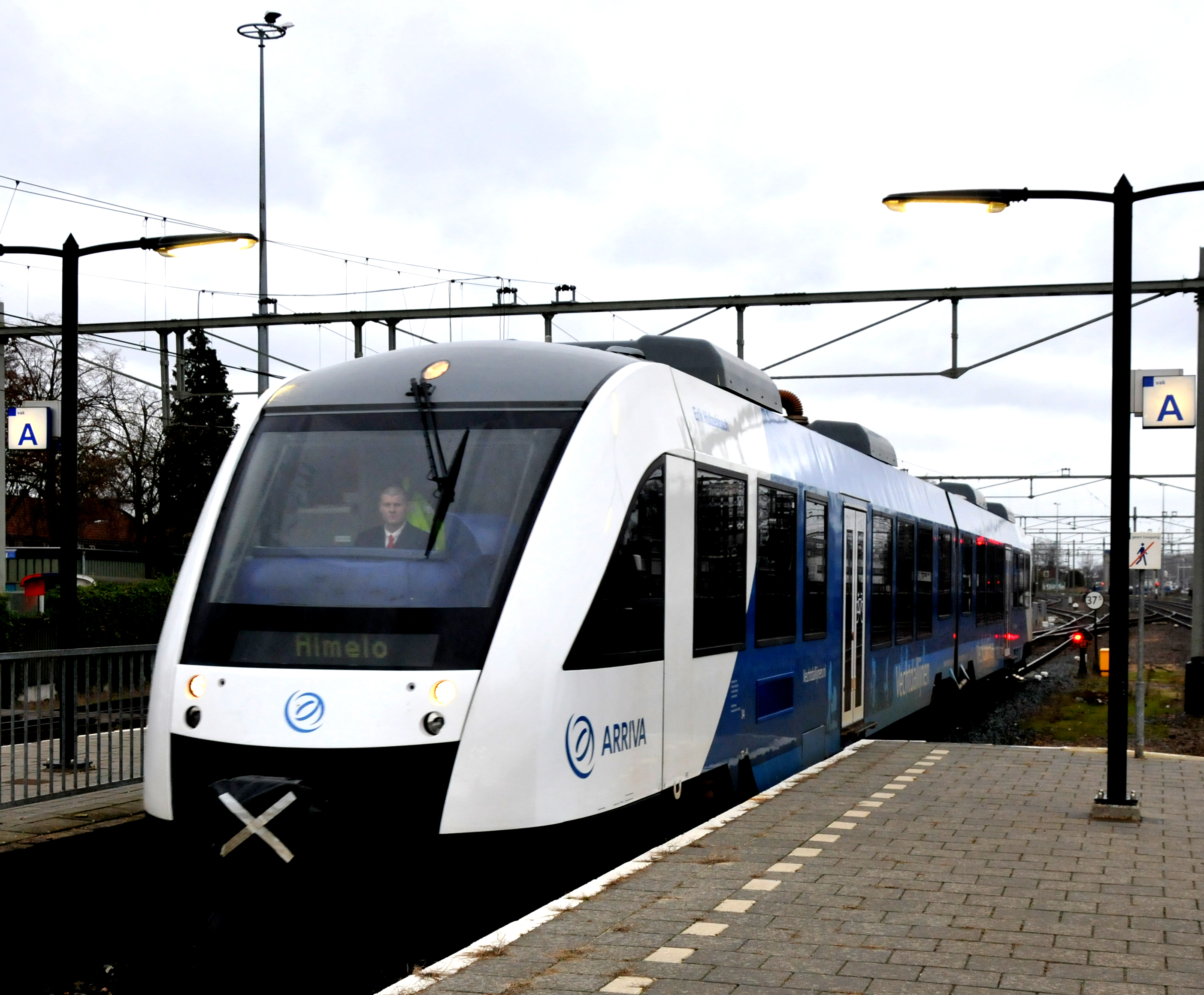
Arriva treinstel te Almelo.
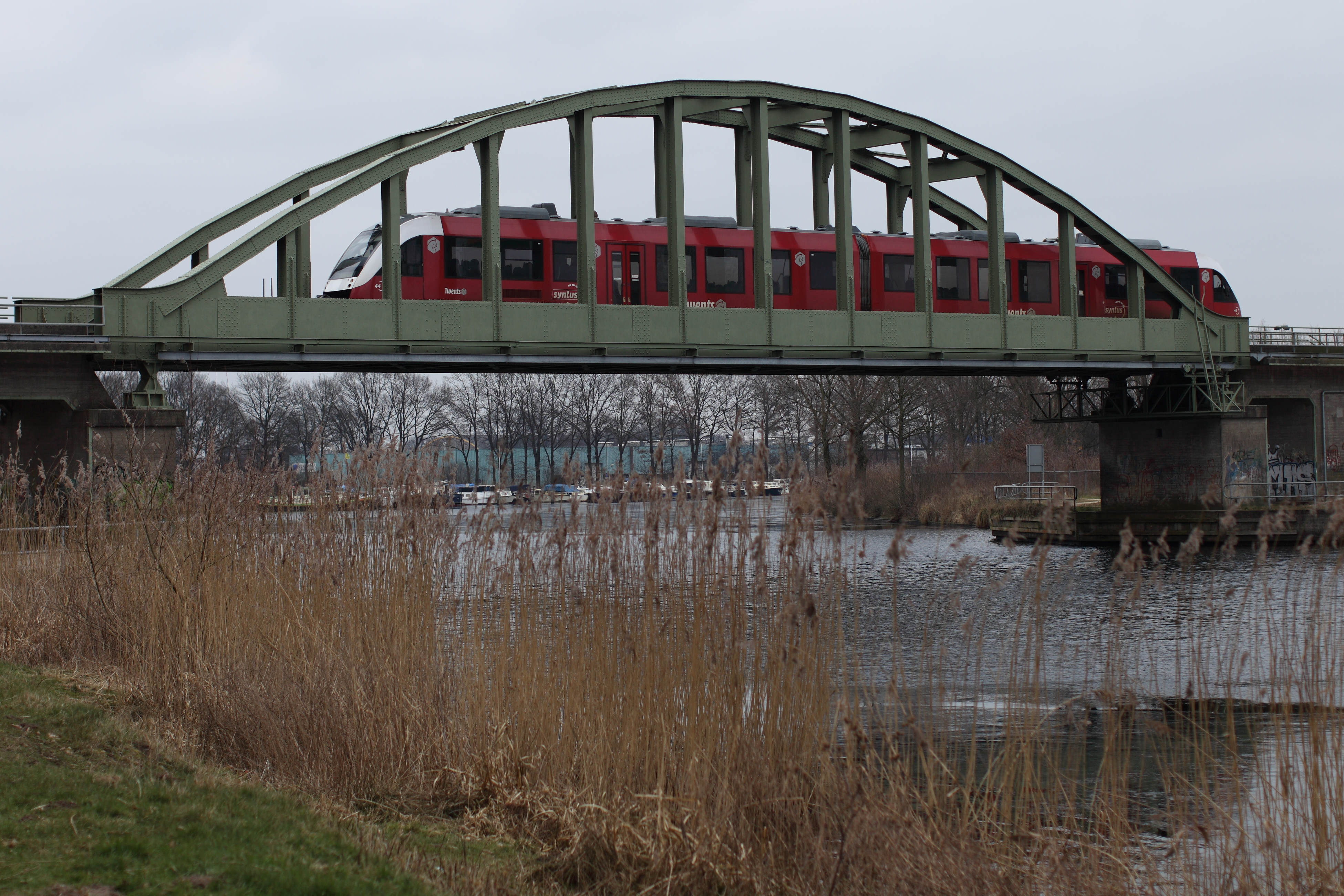
Spoorbrug over het Twentekanaal.
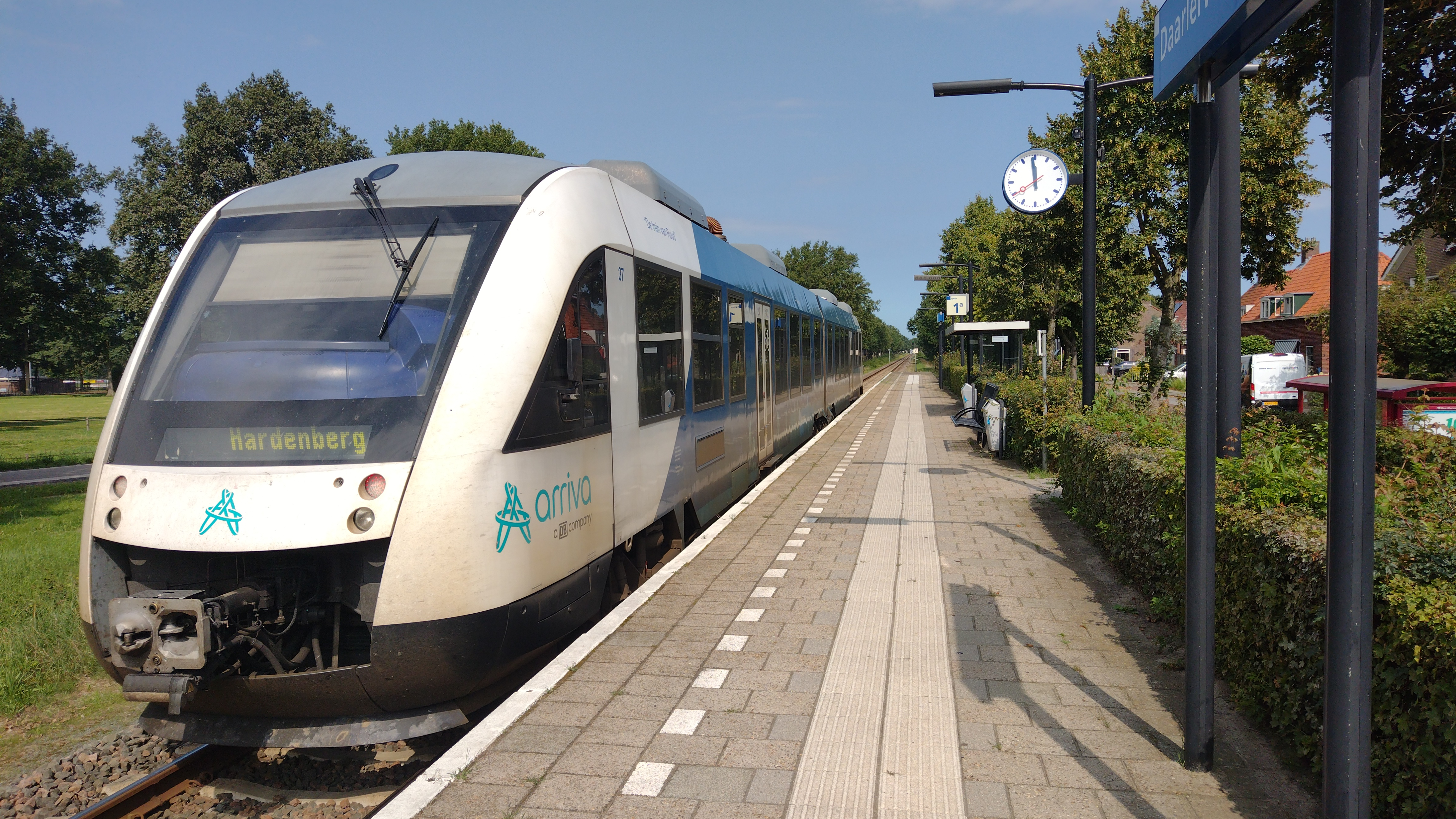
LINT-trein in Daarlerveen.